# Brentford Community Stadium
O Brentford Community Stadium é um estádio em Brentford, no oeste de Londres, que é a casa do Brentford, clube da Premier League, e do clube de Râguebi da Premiership , London Irish. O estádio tem capacidade para 17.250 pessoas.